# Фінал клубного чемпіонату світу з футболу 2013
Фінал Клубного чемпіонату світу з футболу 2013 — фінальний матч Клубного чемпіонату світу з футболу 2013 року, футбольного турніру для клубів-чемпіонів кожної з шести конфередераций ФІФА та чемпіона країни-господарки турніру.
Фінал був розіграний між німецькою «Баварією», що представляла Європу як переможець Ліги чемпіонів УЄФА 2012/213, і марокканською «Раджею», що представляв країну-господарку як чемпіон Марокко 2012/13. Матч був зіграний у Марракеші на однойменному стадіоні 21 грудня 2013 року.

## Перед матчем
«Баварія» отримала право брати участь в турнірі як переможець Ліги чемпіонів УЄФА 2012/13, після перемоги над дортмундською «Боруссією» у фіналі. «Баварія» вперше брала участь у турнірі. Вона вийшла у фінал після перемоги над китайським «Гуанчжоу Евергранд» у півфіналі.
«Раджа» стала чемпіоном Марокко 2012/13 і взяла участь у турнірі як представник місцевого чемпіонату. «Раджа» вдруге брала участь у турнірі, перший раз це сталося в 2000 році, коли проходив перший розіграш турніру. Марокканський клуб також став другою командою з країни-господарки після «Корінтіанса» в 2000 році, і другою африканською командою після «ТП Мазембе» у 2010 році, що дійшла до фіналу турніру. «Раджа» вийшов у фінал після перемоги над новозеландським «Окленд Сіті» в плей-оф за вихід у чвертьфінал, мексиканським «Монтерреєм» у чвертьфіналі та бразильським «Атлетіко Мінейро» у півфіналі.

## Шлях до фіналу
| «Баварія»                                                       | Команда      | «Раджа»                                                            |
| --------------------------------------------------------------- | ------------ | ------------------------------------------------------------------ |
| УЄФА                                                            | Конфедерація | КАФ                                                                |
| Переможець Ліги чемпіонів УЄФА 2012/13                          | Відбір       | Чемпіон Марокко 2012/13                                            |
| Пропустив                                                       | Плей-оф      | 2-1 «Окленд Сіті» (Іажур 39', Хафіді 90+2')                        |
| Пропустив                                                       | Чвертьфінал  | 2-1 (д.ч.) «Монтеррей» (Штібі 24', Геї 95')                        |
| 3-0 «Гуанчжоу Евергранд» (Рібері 40', Манджукич 44', Гетце 47') | Півфінал     | 3-1 Атлетіко Мінейро (Іажур 51', Мутуалі 84' (пен.), Мабіде 90+4') |

## Матч

### Деталі
| 21 грудня 2013 19:30 |

| «Баварія»                     | 2—0  | «Раджа» |
| ----------------------------- | ---- | ------- |
| Данте 7' Тьяго Алькантара 22' | Звіт |         |

| «Марракеш», Марракеш Глядачів: 37 774 Арбітр: Сандро Річчі |

| Баварія | Раджа Касабланка |

| ВР              | 1  | Мануель Ноєр     |  |     |
| ПЗ              | 13 | Рафінья          |  |     |
| ЦЗ              | 17 | Жером Боатенг    |  |     |
| ЦЗ              | 4  | Данте            |  |     |
| ЛЗ              | 27 | Давід Алаба      |  |     |
| ВП              | 21 | Філіп Лам (к)    |  |     |
| ПП              | 11 | Джердан Шакірі   |  | 80' |
| ЦП              | 6  | Тьяго Алькантара |  |     |
| ЦП              | 39 | Тоні Кроос       |  | 60' |
| ЛП              | 7  | Франк Рібері     |  |     |
| ЦН              | 25 | Томас Мюллер     |  | 76' |
| Запасні:        |    |                  |  |     |
| ПЗ              | 8  | Хав'єр Мартінес  |  | 60' |
| НП              | 9  | Маріо Манджукич  |  | 76' |
| ПЗ              | 19 | Маріо Гетце      |  | 80' |
| Тренер:         |    |                  |  |     |
| Хосеп Гвардіола |    |                  |  |     |

| ВР             | 61 | Халід Аскрі        |     |     |
| ПЗ             | 3  | Закарія Ель-Хашимі |     |     |
| ЦЗ             | 27 | Ісмаїл Бенламалем  |     |     |
| ЦЗ             | 16 | Мохамед Ульхаж     | 55' |     |
| ЛЗ             | 21 | Аділь Карруші      |     |     |
| ВП             | 99 | Іссам Ерракі       |     |     |
| ВП             | 28 | Куко Геї           |     |     |
| ЦП             | 8  | Шемседдін Штібі    |     | 50' |
| ПП             | 5  | Мухсін Мутуалі (к) |     |     |
| ЛП             | 18 | Абдель Хафіді      |     | 88' |
| ЦН             | 20 | Мухсін Іажур       |     | 78' |
| Запасні:       |    |                    |     |     |
| ПЗ             | 24 | Вів'єн Мабіде      |     | 50' |
| ЗЩ             | 17 | Рашид Сулеймані    | 79' | 78' |
| НП             | 10 | Бадр Кашані        |     | 88' |
| Тренер:        |    |                    |     |     |
| Фаузі Бензарті |    |                    |     |     |

| Помічники судді: Емерсон де Карвальо Марсело Ван Гассе Четвертий суддя: Марк Гейгер П'ятий суддя: Шон Герд | Правила матчу - 90 хвилин. - 30 хвилин додаткового часу при необхідності. - Серія післяматчевих пенальті, якщо рахунок залишається рівним. - Дванадцять запасних. - Не більше трьох замін. |